# Spugna (personaggio)
Spugna, o Smee in alcune edizioni (Mr. Smee nell'originale inglese), è un personaggio creato da J. M. Barrie nell'opera Peter Pan. Appare in molti adattamenti dell'opera originale.

## Biografia del personaggio
(Tipico consiglio di Spugna a Capitan Uncino)
Spugna è il nostromo di origini irlandesi del vascello pirata di Capitan Uncino, nonché suo fidato assistente e confidente.
Spugna ha un carattere più gioviale e allegro rispetto a quello del suo capitano e, molto spesso, dimostra addirittura di attirare una certa simpatia agli occhi dei bimbi sperduti. Viene descritto fisicamente come un uomo dalla statura medio-bassa, corpulento, con la barba o con le basette lunghe e folte (dipende dalla versione) e vestito con un berretto (o un cappello) e un completo semplice, non elaborato. Comunque, in quasi tutte le trasposizioni, indossa sempre un paio di occhiali con lenti rotonde. Sebbene sia un pirata, Spugna è il membro più pacifico e meno violento della ciurma di Uncino e non partecipa attivamente agli scontri. Uncino spesso lo minaccia di morte e più volte gli ordina di tacere ritenendo i suoi consigli o commenti inutili tuttavia a differenza degli altri membri dell'equipaggio che Uncino uccide qualora lo disturbino o lo infastidiscano Spugna è l'unico che viene sempre risparmiato da Uncino essendo il suo migliore amico in quanto Spugna sa che ci sono limiti alla pazienza di Uncino che non bisogna superare per non incorrere nella sua furia. Alla fine della battaglia è uno dei pochi membri dell'equipaggio a salvarsi, finendo col guadagnarsi da vivere raccontando di come egli fosse l'unico uomo che Capitan Uncino avesse mai temuto.

## Altri media
Cinema
- Nel film Peter Pan del 1924 è interpretato da Edward Kipling.
- Nel film Disney (Le avventure di Peter Pan, 1953) è doppiato da Bill Thompson nella versione originale e da Vinicio Sofia (1953) e Enzo Garinei (1986) in quelle italiane. In questa versione il personaggio è così grasso da avere la pancia scoperta.

Spugna nella versione Disney

- Nel film Disney Ritorno all'Isola che non c'è, è doppiato da Jeff Bennett, mentre in italiano da Enzo Garinei.

- Nel film Hook - Capitan Uncino del 1991 è interpretato da Bob Hoskins ed è doppiato in italiano da Michele Gammino.
- Nel film Peter Pan del 2003, invece, è interpretato da Richard Briers ed è doppiato in italiano da Giorgio Lopez.
- Nella serie C'era una volta è interpretato da Christopher Gauthier e doppiato in italiano da Alessio Cigliano.
- Nella miniserie Neverland - La vera storia di Peter Pan è interpretato dallo stesso attore Bob Hoskins ed è doppiato in italiano da Giorgio Lopez.
- Nel film Pan - Viaggio sull'isola che non c'è del 2015, invece, è interpretato da Adeel Akhtar ed è doppiato in italiano da Alessandro Quarta.
- Spugna é un personaggio ricorrente nel TIDU (The Insuperable Dodi Universe). In questa versione all'inizio lavora regolarmente per Capitan Uncino, ma quest'ultimo poi va in pensione e, anche se non viene mostrato, lavora come addetto alla pulizia al Freddy Fazebar's Pizzeria. Nel 2022 si scopre che, dopo la battaglia sulla Terra, si é messo al servizio di Mr.Duck, il tirranico leader della Sony diventando così un traditore della Disney, di questo passo Spugna diventa un personaggio più ricorrente nel franchise.
- Nel film Disney Peter Pan & Wendy è interpretato da Jim Gaffigan e in italiano è doppiato da Carlo Valli.

Teatro
Spugna è interpretato da Riccardo Peroni nel musical del 2006 Peter Pan, il musical. La sua canzone è " Dopo il liceo che potevo far", direttamente dall album Sono solo canzonette di Edoardo Bennato. 
Televisione
- Nella serie TV anime Peter Pan e nella serie animata Nel covo dei pirati con Peter Pan è doppiato in italiano da Antonio Paiola.
- Appare nella serie animata World of Winx, doppiato da Alessio Puccio.
- Nella serie animata Jake e i pirati dell'Isola che non c'è, invece, è doppiato in italiano da Enzo Avolio.
- Nella serie animata Le nuove avventure di Peter Pan è doppiato in italiano da Riccardo Peroni.